# Фарсетия
Фарсетия (также фарзетия; лат. Farsetia) — род растений семейства Капустные (Brassicaceae).
Род назван в честь итальянского естествоиспытателя и коллекционера Филиппо Винченцо Фарсетти.

## Ботаническое описание
Полукустарники. Листья цельные.
Чашелистики прямые, не мешковидные. Лепестки узкие, пурпурные. Нити тычинок простые (без зубцов), свободные. На наружной стороне коротких тычинок по одной полулунной, внутри открытой медовой желёзке. Завязь сидячая, столбик явственный, рыльце двураздельное. Плод двустворчатый, плоский, линейный или эллиптический, створки плоские, со слабой срединной жилкой. Семена однорядные или двурядные, плоские, с кожистым крылом. Семядоли плоские, зародыш краекорешковый.

## Виды
Род включает 28 видов:
- Farsetia aegyptia Turra typus
- Farsetia assadii Kavousi
- Farsetia burtonae Oliv.
- Farsetia cornus-africani Jonsell
- Farsetia dhofarica Jonsell & A.G.Mill.
- Farsetia divaricata Jonsell
- Farsetia ellenbeckii Engl.
- Farsetia emarginata Jonsell
- Farsetia fruticans Jonsell & Thulin
- Farsetia heliophila Bunge ex Coss.
- Farsetia inconspicua A.G.Mill.
- Farsetia jacquemontii Hook.f. & Thomson
- Farsetia latifolia Jonsell & A.G.Mill.
- Farsetia linearis Decne. ex Boiss.
- Farsetia longisiliqua Decne.
- Farsetia longistyla Baker
- Farsetia macrantha Blatt. & Hallb.
- Farsetia nummularia Jonsell
- Farsetia occidentalis B.L.Burtt
- Farsetia pedicellata Jonsell
- Farsetia robecchiana Engl.
- Farsetia socotrana B.L.Burtt
- Farsetia somalensis (Pax) Engl. ex Gilg & Benedict
- Farsetia spinulosa Jonsell
- Farsetia stenoptera Hochst.
- Farsetia stylosa R.Br.
- Farsetia tenuisiliqua Jonsell
- Farsetia undulicarpa Jonsell